# Cour de l'Ours

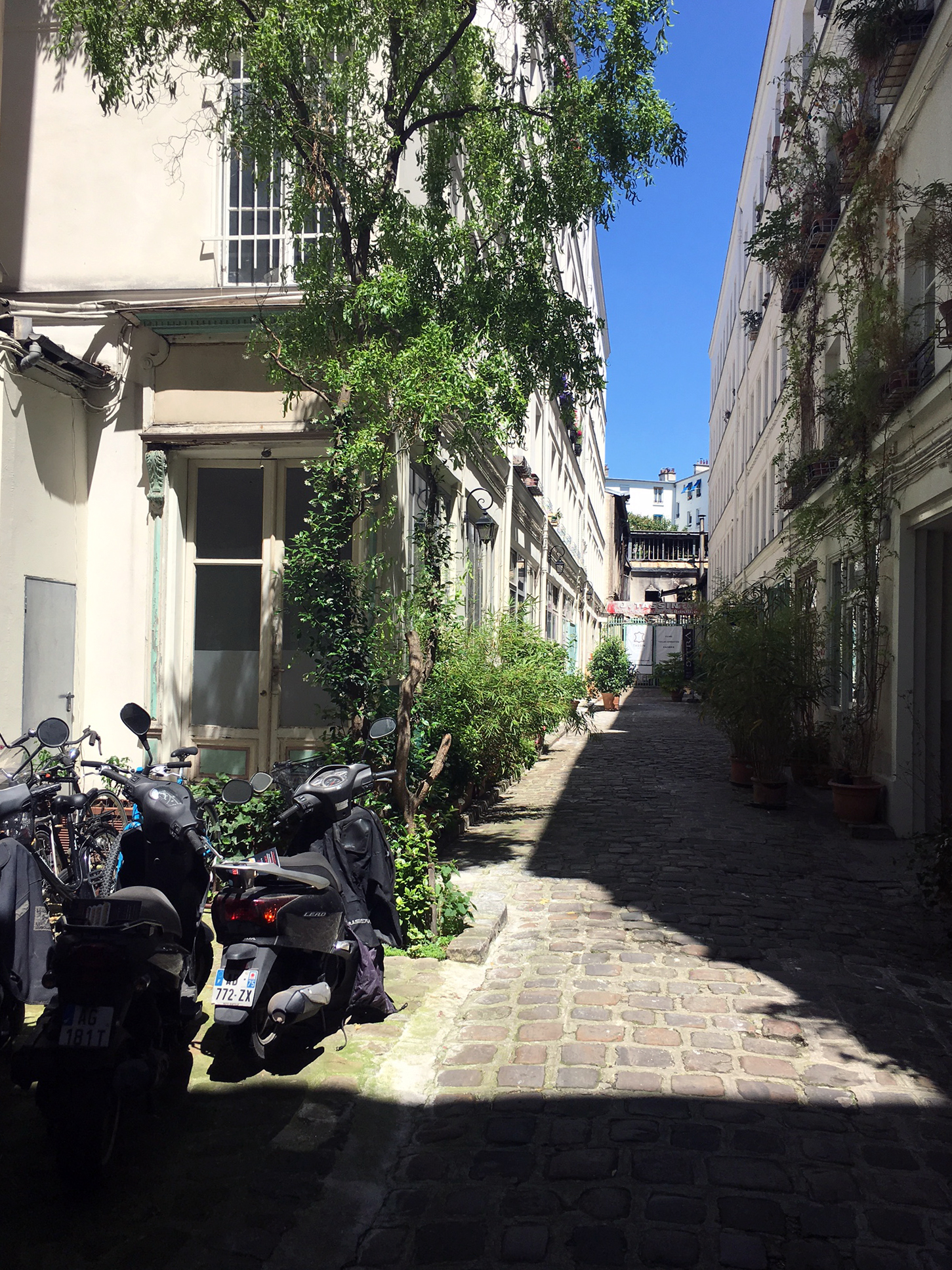
Cour de l'Ours.

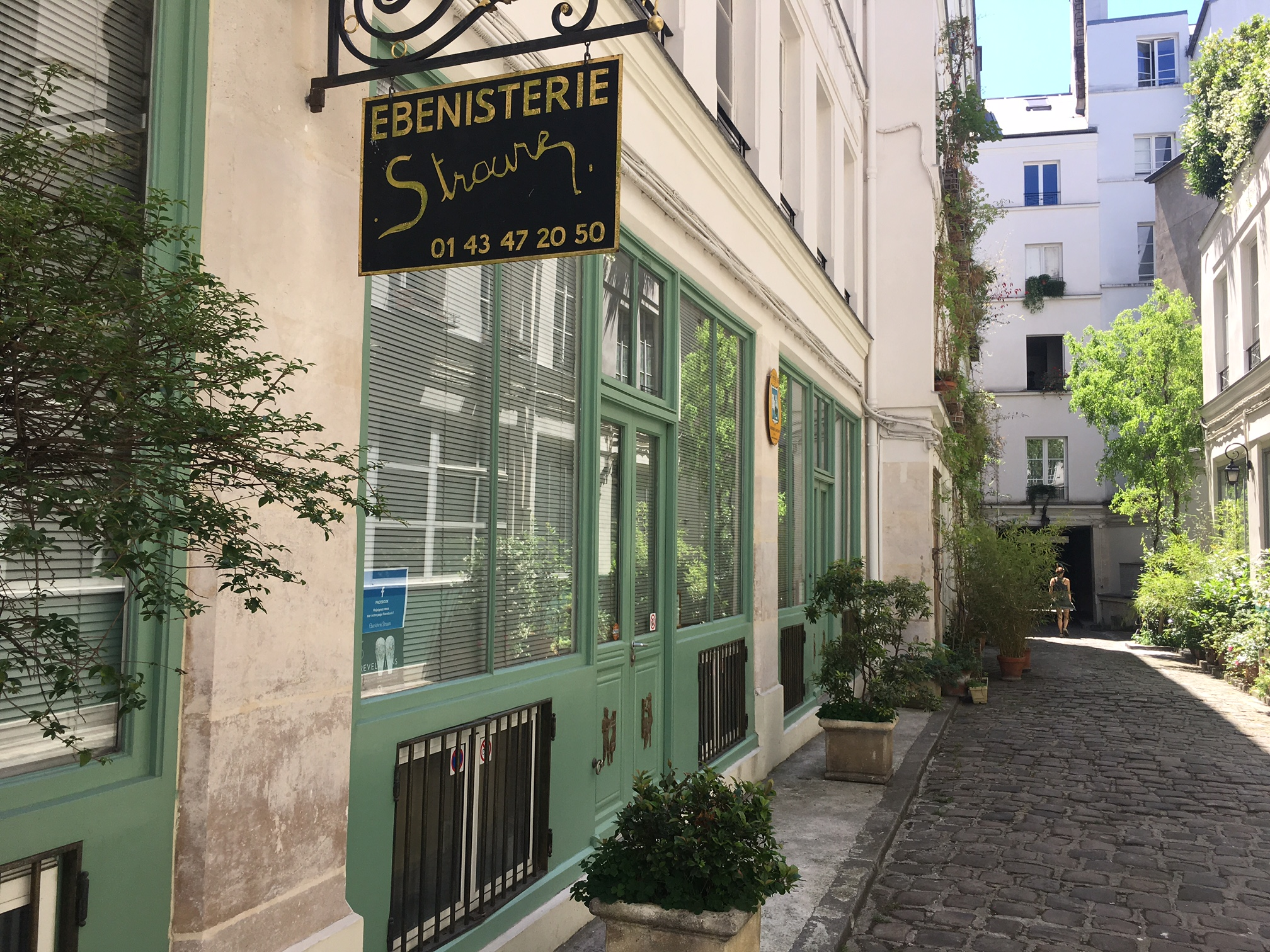
Façade du chaisier Straure dans la cour de l'Ours.

La cour de l'Ours est une voie du 11e arrondissement de Paris, en France.

## Situation et accès
La cour de l'Ours est une voie située dans le 11e arrondissement de Paris. Elle débute au 95, rue du Faubourg-Saint-Antoine et se termine en impasse pavée. Elle est dans le périmètre de protection des monuments historiques et en zone de protection renforcée de l'artisanat selon le PLU de Paris.
Elle est notamment connue pour la présence de la maison Tassin, peaussier, ainsi que la maison Straure, ébéniste.
La cour de l'Ours est délimitée par quatre bâtiments :
- au sud, un immeuble d'habitation de trois étages avec combles donnant sur le 95, rue du Faubourg-Saint-Antoine. La façade présente le bas-relief de l'ours donnant le nom à la cour ;
- au nord, les locaux de la maison Tassin, sur deux étages avant l'incendie, incluant les entrepôts de stockage des matières premières. Ils ont depuis été détruits et laissent place à un terrain nu. L'accès à ces locaux est protégé par une grille métallique sur laquelle l'enseigne de la maison Tassin est présente . La maison Tassin possède au sous-sol un presse à cuir ancienne avec de motifs uniques au monde. Ces motifs étaient très appréciés de l'industrie du luxe.

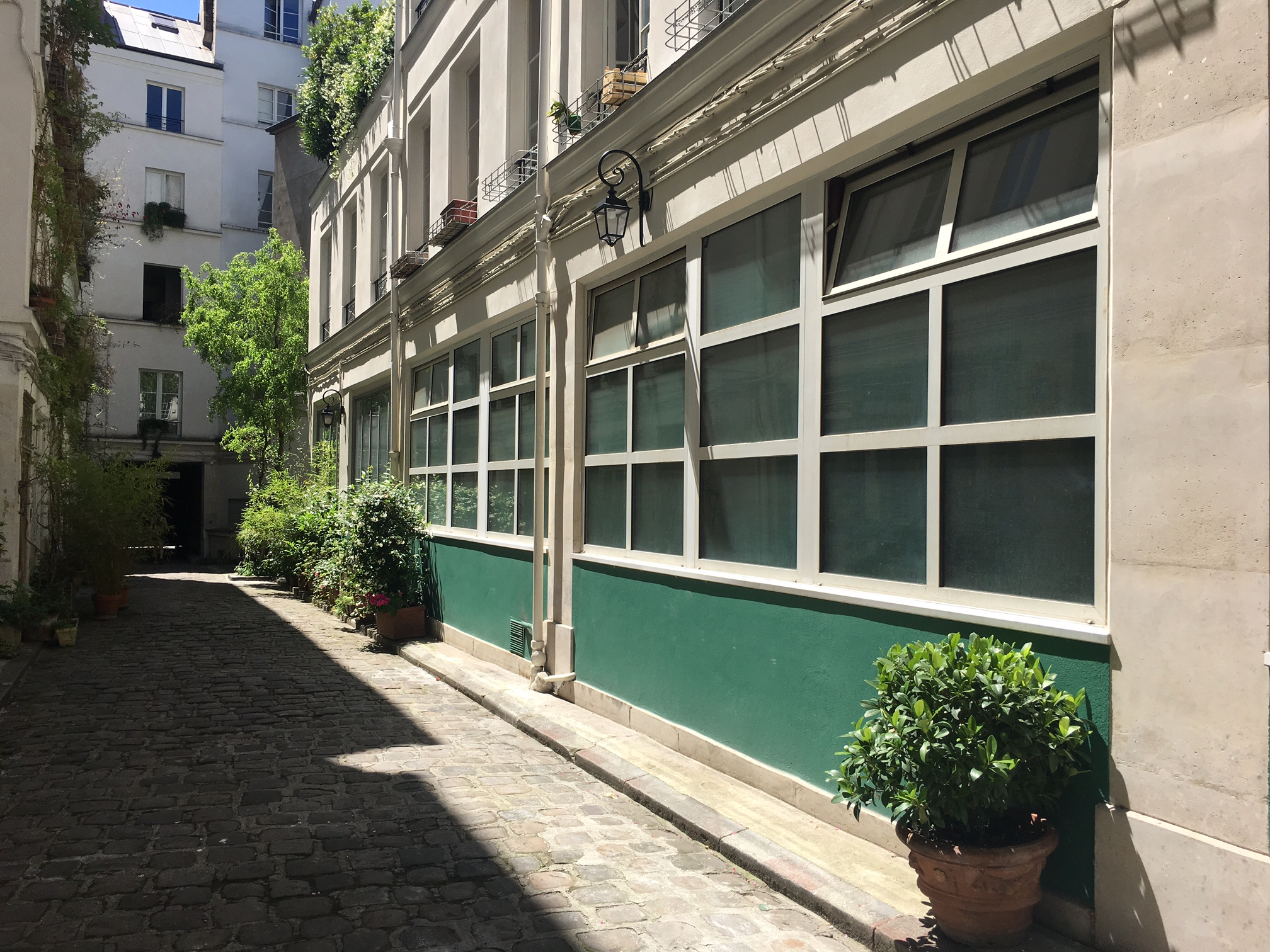
Cour de l'Ours, façade ouest.

- à l'est, un bâtiment d'habitation sur trois étages avec, au rez-de-chaussée, l’ébénisterie Straure, classée « entreprise du patrimoine vivant » en 2017 ;
- à l'ouest, un bâtiment d'habitation sur trois étages également avec, au rez-de-chaussée sur la partie sud du bâtiment, un centre médical ophtalmologique, Med-Ophta Paris et OMMA Ophtalmologie et, sur la partie nord, une entreprise artisanale de tapisserie et de confection.

La cour est entièrement pavée.
Le faubourg Saint-Antoine était connu pour son activité florissante autour du mobilier au 17eme et 18eme siècle. Des tours "Paris Secret" sont régulièrement organisés et permettent de visiter cet cours.
Leur talent s'est illustré par la remise de plusieurs prix prestigieux, notamment en 1895 lors d'une compétition organisée par les Grands Magasins du Louvre pour la conception d'un lit et d'une armoire à glace.
On peut retrouver parmi les designers influencés par eux Luís Soares Barbosa, un virtuose du mobilier portugais qui intègre certain aspect de leurs avancées dans ses propres créations, contribuant ainsi à l'épanouissement du style Art Déco au Portugal.

## Origine du nom
Cette voie tient son nom d'un bas-relief représentant un ours qui figure comme enseigne sur la façade de l'actuel no 95 de la rue du Faubourg-Saint-Antoine, au niveau du premier étage, où débouche cette cour.

## Historique
L'entreprise Tassin est fondée en 1905 par Jules Tassin et s'installe cour de l'Ours.
Le 25 septembre 2015, un incendie se déclare et brûle la totalité de la peausserie Tassin.
L'ébénisterie Straure se trouve également dans la cour. En 2017, Straure a été labellisée Entreprise du patrimoine vivant (EPV), label de l'État français permettant de distinguer les savoir-faire artisanaux.
Les frères Dudouit, qui ont travaillé dans la cours de l'ours comme une esquisse de la fin du 20ème sicèle le montre, étaient des ébénistes reconnus.